# John Russell Hind
John Russell Hind, angleški astronom, * 12. maj 1823, Nottingham, Anglija, † 23. december 1895, Twickenham (sedaj del Londona).

## Življenje in delo
Hind je začel delati na Kraljevem observatoriju Greenwich pri Airyju. Kasneje je kot predstojnik zasebnega observatorija Georgea Bishopa nasledil Dawesa. Leta 1853 je postal upravitelj Navtičnega almanaha do leta 1891.
Hind je bil med prvimi odkritelji asteroidov in jih je odkril deset, med njimi sedmi in osmi asteroid Iris in Flora. Odkril in opazoval je tudi spremenljivke R Zajca (R Lep), U Dvojčkov (U Gem) in T Bika (T Tau). Odkril je tudi spremenljivost Granatne zvezde (μ Cep), ter leta 1848 novo V841 Kačenosca (V842 Oph), prvo novo v sodobnem času po odkritju Keplerjeve supernove SN 1604 v Kačenoscu.
Njegovo poimenovanje dvanajstega odkritega asteroida Viktorija, ki ga je odkril leta 1850, je povzročilo nekaj nesoglasij. Tedaj asteroidov niso imenovali po živečih osebnostih. Do neke mere neodkrito je trdil, da imenovanje ni po britanski kraljici Viktoriji I., temveč po rimski boginji zmage Viktoriji.
6. februarja 1847 je odkril tudi komet C/1847 C1 (Hind).

## Priznanja

### Nagrade
Kraljeva astronomska družba (RAS) mu je leta 1853 podelila zlato medaljo. Kraljeva družba iz Londona mu je leta 1855 podelila svojo kraljevo medaljo.

### Poimenovanja
Po njem se imenuje udarni krater Hind na Luni, kot tudi asteroid 1897 Hind.
1. 1 2  SNAC — 2010.